# Dominic Jala
 (octobre 2019).
Si vous disposez d'ouvrages ou d'articles de référence ou si vous connaissez des sites web de qualité traitant du thème abordé ici, merci de compléter l'article en donnant les références utiles à sa vérifiabilité et en les liant à la section « Notes et références ».
Pour les articles homonymes, voir Jala.
Dominic Jala, né le 12 juillet 1951 à Mawlai, au Meghalaya (Inde) et mort accidentellement le 10 octobre 2019 à Wilbur Springs, en Californie (États-Unis), est un prêtre salésien indien (khasi), supérieur provincial des Salésiens et, de 1999 à sa mort, archevêque de Shillong. 

## Biographie
Né le 12 juillet 1951 à Mawlai, une petite vile du district des East Khasi Hills au Meghalaya, en Inde, Dominic Jala entre chez les Salésiens à la fin de ses études secondaires et y est ordonné prêtre le 19 novembre 1977. Il est le supérieur provincial des Salésiens de Don Bosco de Guwahati lorsque, le 22 décembre 1999, il est appelé à être l’archevêque de Shillong, ville principale (et capitale) de l’État de Meghalaya, dans le Nord-Est de l'Inde. Le 2 avril 2000, il est consacré évêque dans la cathédrale de Shillong. 
Mgr Jala est nommé administrateur apostolique du diocèse de Nongstoin (en) en 2016 et est durant de nombreuses années le président de la conférence des évêques catholiques de la région Nord-Est de l'Inde. Premier archevêque khasi de Shillong, Mgr Jala meurt le 10 octobre 2019, avec un de ses prêtres, dans un accident de la route à Wilbur Springs, dans le district de Colusa, en Californie (États-Unis) .